# باغبانان علیا
باغبانان علیا یکی از روستاهای استان آذربایجان شرقی است که در دهستان کاغذکنان شمالی بخش کاغذکنان شهرستان میانه واقع شده‌است.
.